# Utál a csaj
Az Utál a csaj (eredeti cím: She Hate Me) 2004-ben bemutatott amerikai vígjáték-dráma Spike Lee rendezésében, Anthony Mackie és Kerry Washington főszereplésével.

## Cselekmény
John Harry "Jack" Armstrong (Anthony Mackie) egy multinacionális gyógyszertár elnökhelyettese. Mindent megtesz annak érdekében, hogy cége az AIDS elleni vakcina elsőként való bevezetésében részt vegyen. Egy haláleset következtében Armstrong rájön, hogy a cég felső vezetésnél manipulálják az embereket, amiben ő nem kíván részt venni, így panaszt tesz a felügyeleti szakszerveknél. Pillanatokon belül elveszíti munkáját, bankszámláját pedig letiltják. Szorult helyzetében találkozik a leszbikus körökben mozgó Fatimával (Kerry Washington), akinek az az ötlete, hogy a spermabankoktól idegenkedő, de gyermekre vágyó hölgyeknek kínáljanak emberközelibb megoldást.

## Szereplők
| Színész          | Szerep                      | Magyar hang        |
| ---------------- | --------------------------- | ------------------ |
| Anthony Mackie   | John Harry "Jack" Armstrong | Dolmány Attila     |
| Kerry Washington | Fatima Goodrich             | Bognár Gyöngyvér   |
| Jim Brown        | Geronimo Armstrong          | Borbiczki Ferenc   |
| Q-Tip            | Vada Huff                   | Csőre Gábor        |
| Woody Harrelson  | Leland Powell               | Stohl András       |
| Dania Ramírez    | Alex Guerrero               | Bogdányi Titanilla |
| Monica Bellucci  | Simona Bonasera             | Tóth Enikő         |
| Lonette McKee    | Lottie Armstrong            | Bessenyei Emma     |
| Ellen Barkin     | Margo Chadwick              | Vándor Éva         |
| Ossie Davis      | Buchanan bíró               | Kajtár Róbert      |
| Jamel Debbouze   | Doak                        |                    |
| Brian Dennehy    | Billy Church                | Barbinek Péter     |
| John Turturro    | Don Angelo Bonasera         | Epres Attila       |